# Брекстад

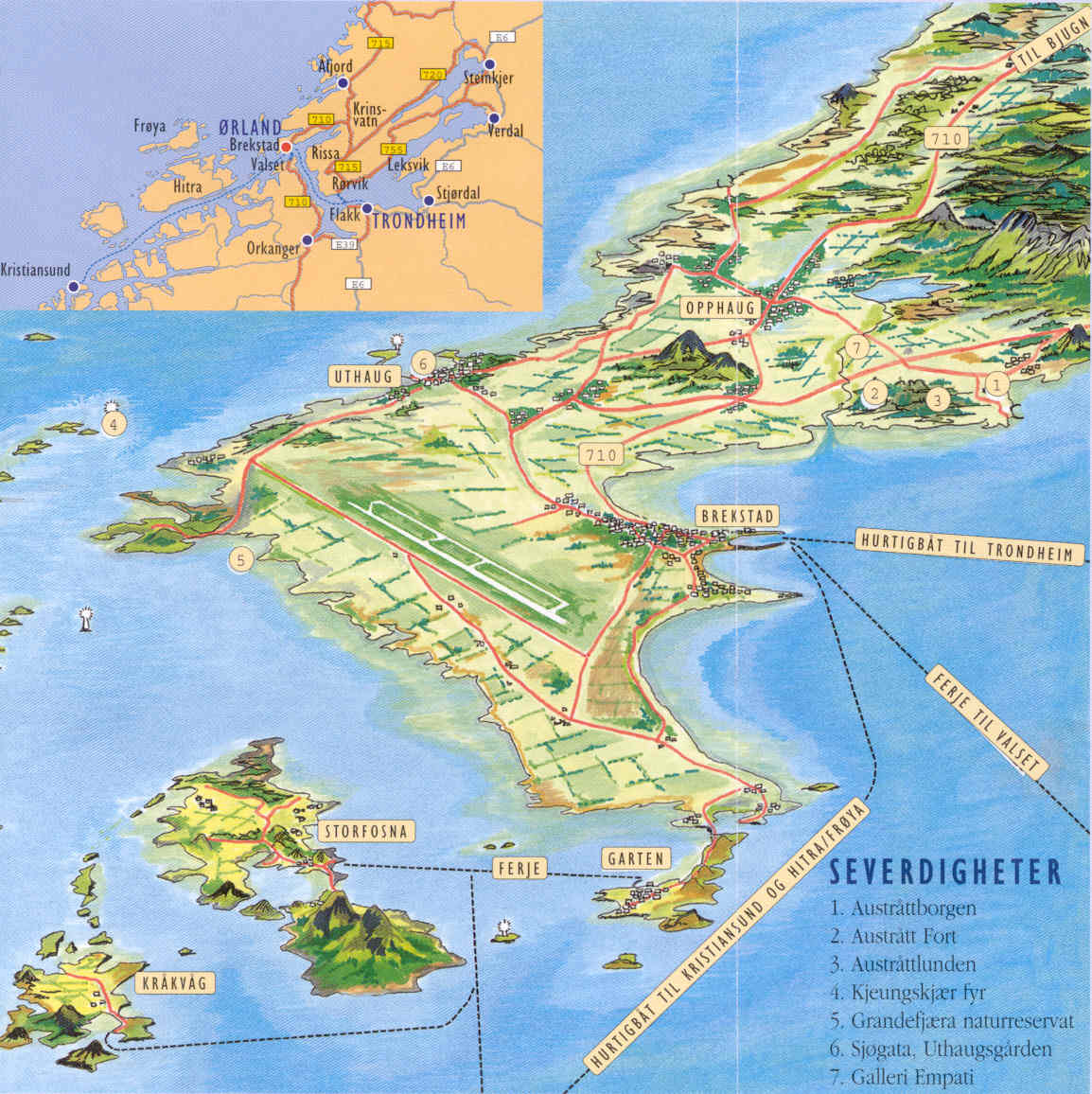
Брекстад

Брекстад — город в Норвегии. Является административным центром коммуны Эрланн, в губернии Сёр-Трёнделаг, Норвегия. Население составляет 1865 человек.

## Местоположение
Брекстад является местом расположения районного суда Брекстад, технического обслуживания дорог. Основной работодатель это местный аэропорт (Ørland Main Air Station), полотняная фабрика и кооператив TINE.
Статус города Брекстад получил 8 октября 2005 года, став 95-м городом в Норвегии. Брекстад имеет связь с такими городами, как Тронхейм, Хитра, Фрейя и Кристиансунн.

## История
Почтовое отделение Брекстад было создано в 1883 году. В городе расположена церковь. Культурный центр Эрланн открыт в 2009 году.
В Брекстаде также есть курган, именующийся с древнескандинавского «haugr», что означает насыпь. Древний курган, размеры которого около 50-60 метров и 6-7 метров в высоту. Он расположен примерно в 60 метрах к северо-востоку от церкви.

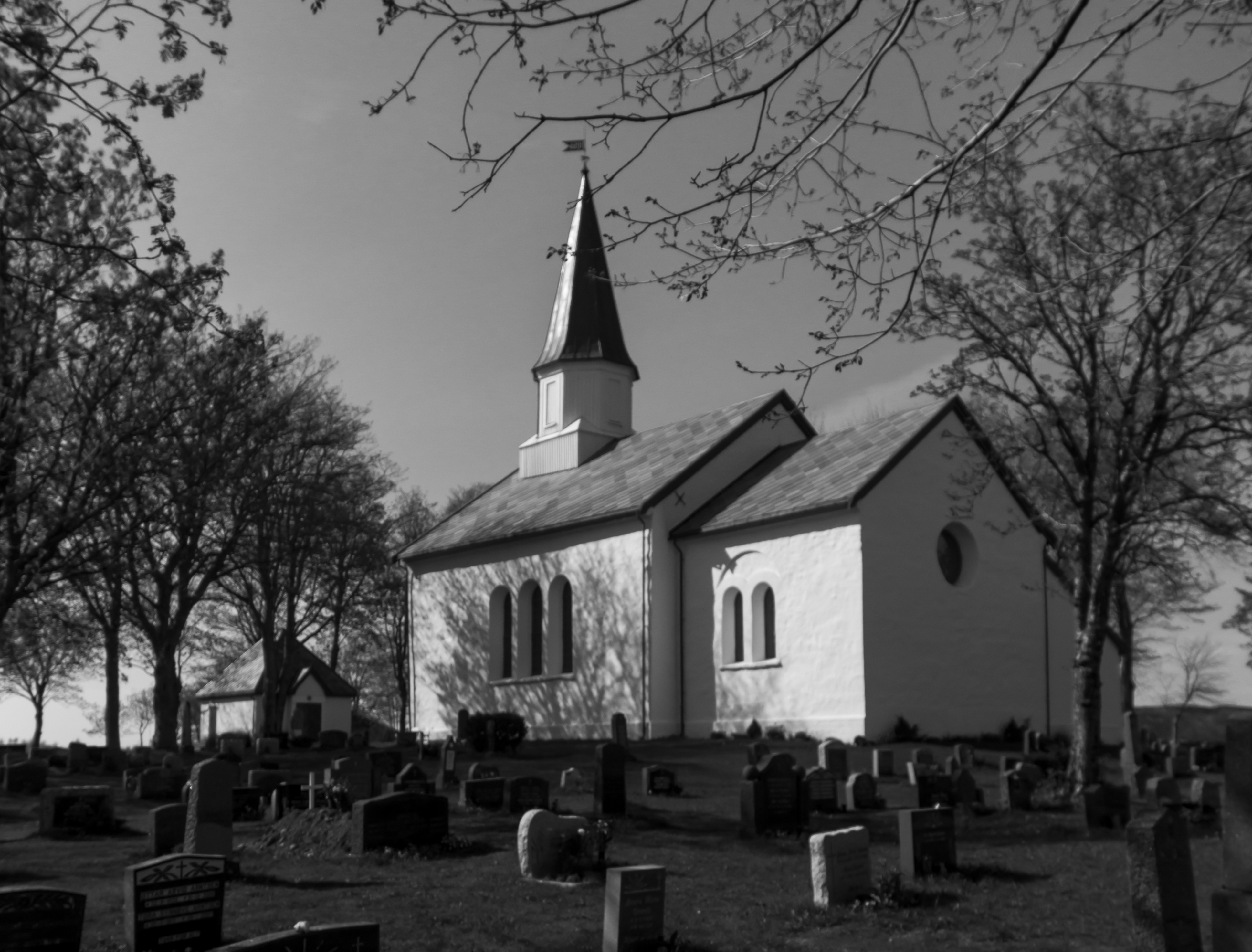
Церковь в Эрланне
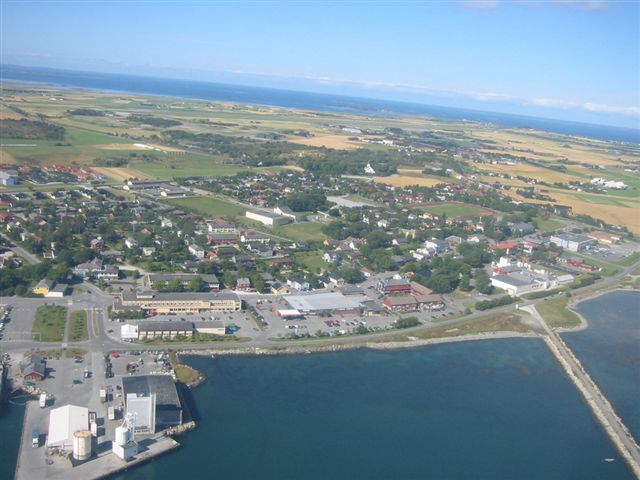
Брекстад, вид с востока
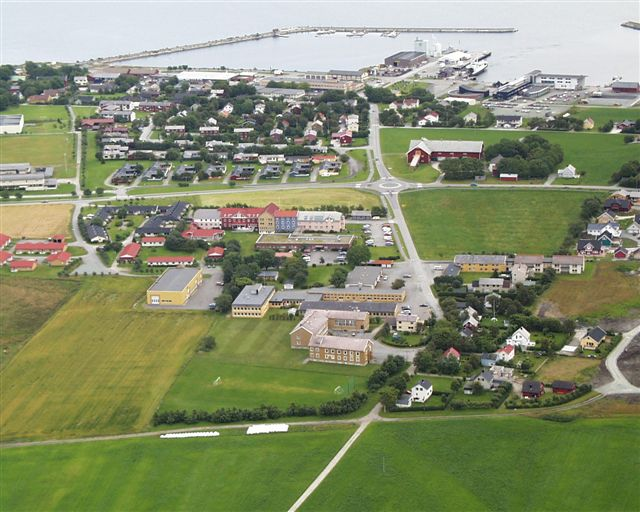
Брекстад, вид с запада